# Göycəli
Göycəli è un comune dell'Azerbaigian situato nel distretto di Ağstafa. Conta una popolazione di 2 354 abitanti.